# 好莱坞高中
好莱坞高中（Hollywood High School）是美国洛杉矶好莱坞洛杉矶联合学区的一所四年制公立中学。

## 历史
1903年9月，该学校建立，当时是一所两室学校（Two-room school）。1994年北岭地震中，高中遭受严重水灾，2002年重修，校园于2012年1月4日列入國家史蹟名錄。